# 이육사
이육사(李陸史, 1904년 5월 18일 ~ 1944년 1월 16일)은 일제강점기의 시인이자 독립운동가이다. 본관은 진보(眞寶)이다

## 생애
경상북도 안동시 도산면 원촌리 881번지에서 태어났다. 본관은 진보(眞寶)이며, 퇴계 이황의 14대손이다. 한학을 수학하다가 도산공립보통학교에 진학하여 신학문을 배웠다. 1925년 20대 초반에 가족이 대구로 이사한 뒤 형제들과 함께 의열단에 가입하였고, 1927년 10월 18일 일어난 장진홍의 조선은행 대구지점 폭파 사건에 연루된 혐의로 큰형인 원기, 맏동생 원일과 함께 처음 투옥되었다.
이원록의 필명은 여러가지가 있고, 호에 대한 몇가지 이야기가 있어 기재한다. 하나는 대구형무소에 수감되어 받은 수인 번호 '264'의 음을 딴 '二六四'에서 나왔다고 전해지며,'李活'과 '戮史', '肉瀉'를 거쳐 '陸史'로 고쳤다고 전해진다. 1929년 이육사가 대구형무소에서 출옥한 후 요양을 위해 집안어른인 이영우의 집이 있는 포항으로 가서 머문 적이 있었는데, 이육사가 어느 날 이영우에게 "저는 "戮史"란 필명을 가지려고 하는데 어떻습니까?"라고 물었다. 이 말은 '역사를 찢어 죽이겠다'라는 의미였다. 당시 역사가 일제 역사이니까 일제 역사를 찢어 죽이겠다, 즉 일본을 패망시키겠다는 의미였다. 이에 이영우는 "표현이 혁명적인 의미를 너무 노골적으로 드러내는 것이니, 같은 의미를 가지면서도 온건한 '陸史를 쓰라'고 권고하였고, 이를 받아들여 '陸史'로 바꿔 썼다고 전해진다. 그리고 '肉瀉'라는 이름은 고기 먹고 설사한다는 뜻으로 당시 일제 강점 상황을 비아냥거리는 의미로, 1932년 조선일보 대구지국 기자로 근무했을 적 대구 약령시에 대한 기사를 네 차례 연재할 때 사용되었다. 이육사의 필명이나 호를 순서대로 정리하면 李活(1926-1939), 大邱二六四(1930), 戮史(1930), 肉瀉(1932), 陸史(1932-1944)와 같고 이원록이 '陸史'로 불리게 된 연유이다.
문단 등단 시기는 《조선일보》에 〈말〉을 발표한 1930년이며, 언론인으로 일하면서 중국과 대구, 경성부를 오가면서 항일 운동을 하고 시인부락, 자오선 동인으로 작품도 발표했다. 그동안 대구 격문 사건 등으로 수차례 체포, 구금되었다.
1925년 가을부터 2~3학기 동안 베이징에 있던 공립 중궈 대학(中國大學, 베이징 대학이 아님)에 들어가 문과 수업 등을 청강하기도 하였다. 중화민국 국민당 군사위원회에서 난징에 창설해 김원봉이 조선인 항일 군관 훈련반(제6대대) 대장에 있던 군사학교에 1932년 9월 입학하여 보병 육성과 특수 부대원 훈련을 받고 이듬해 4월에 졸업하였다.
졸업 후 상하이를 경유하여 귀국하였는데, 1932년 6월 상하이에서 들렀던 한 중국 국민당 인사(양싱포(楊杏佛) : 중국국민당 정권 특무에 의해 피살)의 장례식 자리에서 루쉰을 우연히 인사를 나누었다는 본인의 회고가 있으며, 관련된 내용이 이육사의 「루쉰추도문(魯迅追悼文)」에 기록되어 있다. 이육사는 루쉰이 1936년 10월 19일 세상을 떠난 후 4일만인 10월 23일부터 10월 27일까지 이육사가 당시 「조선일보」에 「루쉰추도문(魯迅追悼文)」을 연재하며 루쉰을 만난 사실은 언급하며, 루쉰의 생애를 요약하고 루쉰 문학의 전개 과정과 특징을 분석한 후 마지막에 그에 대한 애틋한 애도의 마음을 표현하고 있다. 또한 '추도문'에서 이육사는 루쉰 문학의 성숙한 깊이에 주목하면서 당시 혼란한 중국 사회 현실에 맞서 명확하고 진실한 묘사로 감동 깊은 문학작품을 창작한 측면에 대한 객관적이고 정당한 평가로 설명하고 있다. 「루쉰추도문」을 연재한 후 이육사는 루쉰의 대표적인 단편소설인 「고향故鄕」을 우리말로 처음 번역하여 1936년 『조광朝光』 12월호에 발표했다.
1943년 어머니와 큰형의 소상을 위해 잠시 귀국했다가 체포되어 베이징으로 압송되었고, 다음해인 1944년 1월 16일 베이징 주재 일본 총영사관 감옥에서 41세의 나이로 사망했다.

## 주요 독립운동활동

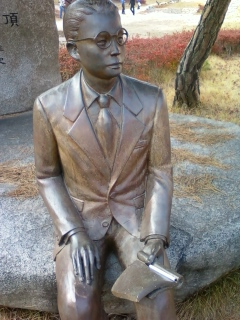
이육사 동상

- 조선은행 대구지점 폭파사건 (1927년 10월 18일)

1. 장진홍 의사 사건 연루

- 대구격문사건 (1931년 1월)

1. 1929년 11월에 터진 광주학생항일투쟁의 연장선상에서 발생한 사건임.
2. 1930년 1월 중순에 동맹휴학이 시도되었고 6월에도 동맹휴학이 단행되었으며, 대구에서도 10월에 대구농림학교, 1931년 1월에는 대구고등보통학교 학생들이 동조하여 동맹휴학에 들어가게 되었음.
3. 이육사는 사건의 배후로 지목되어 옥고를 치름.

- 조선혁명군사정치간부학교 1기생 졸업 (1931년~1933년)

1. 관련인물 : 김원봉, 윤세주

- 서대문감옥 수감 (1934년 6월)

1. 중국에서 군사간부로 육성된 목적에 충실하기 위하여 국내 공작원으로서 부여받은 사명을 행동으로 옮기기 전 1934년 3월 22일 경찰에 체포됨. 일본 경찰은 육사가 만주로 사라진 1932년 4월 이후 그를 추적하고 있었다고 기록하고 있음. 일본경찰의 기록에 따르면 "1932년 4월에 다시 만주로 갔으나 그 뒤에 소재불명이어서 요주의 인물로 수배중에 있었음"이라고 적혀 있으며, 체포 후 6월 23일 기소유예로 풀려남.
2. 1934년 7월 안동경찰서 보고내용은 육사에 대해 다음과 같이 기록하고 있음. 기록내용 : "배일사상, 민족자결 , 항상 조선독립을 몽상하고 암암리에 주의의 선전을 할 염려가 있음 . 또 그 무렵은 민족공산주의로 전화하고 있는 것으로 본인의 성질로 보아서 개전의 정을 인정하기 어려움"

- 베이징 소재 일본 총영사관 감옥에서 "순국" (1944년 1월 16일)

1. 1943년 7월, 모친과 형의 소상(小喪)에 참여하기 위해 귀국 후, 늦가을에 동대문 형사대와 헌병대에 검거 및 베이징으로 압송됨.
2. 1944년 1월 16일 새벽, 베이징 네이이구(內一區) 동창후뚱(東廠胡同, 일제시기에는 東昌胡同) 1호에서 순국.(이곳에는 당시 일제의 문화특무공작기관인 동방문화사업위원회가 있었다.) 동지이자 친척인 이병희(여)가 시신 거두어 화장하고, 동생 원창에게 유골 인계하여 미아리 공동묘지에 안장됨(1960년에 고향 원촌 뒷산으로 이장)

## 주요시작(詩作)
이육사는 살아 생전 시집을 출간하지는 못하였고 순국 후, 당대 대표적인 문학평론가인 둘째 동생 이원조가 형인 이육사의 시를 모아 1946년 유고시집인 육사시집을 출간하였다. 유고시집 출간 시에 동생 이원조는 형인 이육사의 시작활동에 대해 "혁명가적 정열과 의욕으로 시에 빙자해 꿈도 그려보고 불평도 폭백한 것"이라고 회고하였다.
이육사는 항일 비밀결사 단체 ‘의열단’에 가담하고 독립운동을 하면서 시작을 한 까닭에 남겨진 시는 30여 편에 불구하였으며, 자신의 시작활동에 대한 생각은 "계절의 오행"이라는 글에서 다음과 같이 표현하였다. “나는 이 가을에도 아예 유언을 쓰려고는 하지 않소. 다만 나에게는 행동의 연속만이 있을 따름이오. 행동은 말이 아니고, 나에게는 시를 생각한다는 것도 행동이 되는 까닭이오.”
이 짧은 글을 통해 육사 본인의 시작에 대한 생각과 의지를 읽어낼 수 있으며, 대표적인 시는 다음과 같다.
| “ | 청포도 내 고장 칠월은 청포도가 익어 가는 시절 이 마을 전설이 주저리주저리 열리고 먼 데 하늘이 꿈꾸며 알알이 들어와 박혀 하늘 밑 푸른 바다가 가슴을 열고 흰 돛단배가 곱게 밀려서 오면 내가 바라는 손님은 고달픈 몸으로 청포(靑袍)를 입고 찾아 온다고 했으니, 내 그를 맞아, 이 포도를 따 먹으면 두 손은 함뿍 적셔도 좋으련. 아이야, 우리 식탁엔 은쟁반에 하이얀 모시 수건을 마련해 두렴. | ” |

| “ | 절정 매운 계절의 채찍에 갈겨 마침내 북방으로 휩쓸려 오다. 하늘도 그만 지쳐 끝난 고원 서릿발 칼날진 그 위에 서다. 어디다 무릎을 꿇어야 하나 한 발 재겨 디딜 곳조차 없다. 이러매 눈 감아 생각해 볼밖에 겨울은 강철로 된 무지갠가 보다. | ” |

| “ | 꽃 동방은 하늘도 다 끝나고 비 한 방울 내리잖는 그때에도 오히려 꽃은 빨갛게 피지 않는가 내 목숨을 꾸며 쉬임 없는 날이여 북쪽 툰드라에도 찬 새벽은 눈 속 깊이 꽃맹아리가 옴작거려 제비떼 까맣게 날아오길 기다리나니 마침내 저버리지 못한 약속이여 한바다 복판 용솟음 치는 곳 바람결 따라 타오르는 꽃 성에는 나비처럼 취하는 회상의 무리들아 오늘 내 여기서 너를 불러 보노라 | ” |

| “ | 광야 까마득한 날에 하늘이 처음 열리고 어디 닭 우는 소리 들렸으랴. 모든 산맥들이 바다를 연모(戀慕)해 휘달릴 때도 차마 이 곳을 범(犯)하던 못하였으리라. 끊임없는 광음(光陰)을 부지런한 계절이 피어선 지고 큰 강물이 비로소 길을 열었다. 지금 눈 내리고 매화 향기 홀로 아득하니 내 여기 가난한 노래의 씨를 뿌려라. 다시 천고(千古)의 뒤에 백마 타고 오는 초인(超人)이 있어 이 광야에서 목놓아 부르게 하리라 | ” |

## 사후
- 셋째 동생 이원창이 그의 유해를 수습하여 서울 미아리 공동묘지에 안장했고, 광복 후 1960년 안동시에 이장했다.
- 대한민국 정부는 일제 강점기 하의 그의 항일 투쟁 활동과 일제 강점기 하의 詩作활동을 기려 '건국포장', '건국훈장 애국장(1990)', '금관문화훈장'을 추서하였다.
- 그의 탄신 100주년과 순국 60주년을 기념하여 2004년에는 고향인 경상북도 안동시 도산면 원촌마을에 '이육사 문학관'이 건립되었으며 시문학상이 제정되었다.
- 또한 안동시는 안동 강변도로를 '육사로'로 명칭하였다.
- 2018년 5월 8일 이육사 친필원고 '편복(蝙蝠)'이 대한민국의 국가등록문화재 제713호로 지정되었다.
- 2018년 12월 10일 이육사 친필원고 '바다의 마음'이 대한민국의 국가등록문화재 제738호로 지정되었다.
- 2023년 4월 5일 선생의 묘소를 고향인 원촌 뒷산(도보 40분/편도)에서 이육사 문학관 옆(도보 5분/편도)으로 이장하였다.
- 2025년 8월 13일 방영된 텔레비전 프로그램 유 퀴즈 온 더 블럭에 출연하였다.

## 가족관계

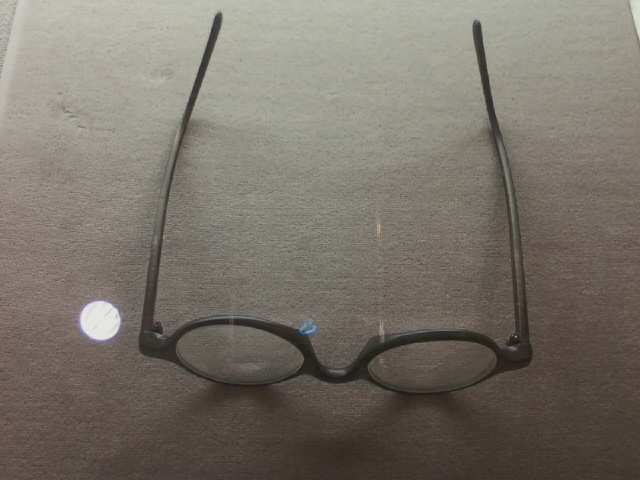
이육사의 안경. 이육사문학관 소장.

- 조부 이중직(李中稙, 1847~1916)
- 조모 오종(吳鐘, 1849~1918)
  - 아버지 이가호(李家鎬, 1878~1941)
  - 어머니 허길(許佶, 1876~1942), 허형(許蘅)의 딸
    - 형 이원기(李源祺, 1899~1942)
      - 조카 이동영(李東英, 1933~2007)

    - 동생 이원일(李源一, 1906 ~ ?)
    - 동생 이원조(李源朝, 1909~1955)
    - 동생 이원창(李源昌, 1914~?)
      - 조카 이동박(李東博, 1942~2013) 繼後

    - 동생 이원홍(李源洪, ?~?)

  - 장인 안용락(安鏞洛, ?~?)
    - 처남 안병철(?~?)

  - 부인 안일양(安一陽, 1905~1983)[2]
    - 장남 이동윤(李東胤, 1930~1932)
    - 장녀 이경영(李京英, ?~?)
    - 차녀 이옥비(李沃非, 1941~)
    - 사위 양진호(梁振鎬)
      - 외손자 양우영(梁佑榮)
      - 외손자 양우석(梁佑錫)

    - 양자 이동박(李東博, 1942~2013)
    - 며느리 영양 남씨(1945~) 남정기(南正基)의 딸
      - 손자 이승엽(李承燁, 1975~)
      - 손자 이상엽(李相燁, 1976~)[3]

## 유고시집
- 《육사시집》(1946), 문학평론가인 동생 이원조가 출간

## 이육사를 연기한 배우들
- 김흥기 - 《광야에서 외치리라》 1984년 KBS 드라마 3부작
- 김동완 - 《절정》 문화방송 2011년 66주년 광복절 특집드라마

## 같이 보기
- 일제강점기
- 한국어 시인 목록

## 참고 문헌
- 대한민국 국가보훈처, 이 달의 독립 운동가 상세자료 - 이원록, 1994년
- 김희곤 (2002). 《새로 쓰는 이육사 평전》. 서울: 지영사. ISBN 978-89-7555-107-9.